# Chrysopilus impar
Chrysopilus impar är en tvåvingeart som först beskrevs av Walker 1861.  Chrysopilus impar ingår i släktet Chrysopilus och familjen snäppflugor.
Artens utbredningsområde är Moluckerna. Inga underarter finns listade i Catalogue of Life.